# 1989 TL15
1989 TL15 är en asteroid i huvudbältet som upptäcktes den 3 oktober 1989 av den belgiske astronomen Henri Debehogne vid La Silla-observatoriet.